# Cabera ochropurpuraria
Cabera ochropurpuraria là một loài bướm đêm trong họ Geometridae.